# Sakkára
Sakkára je archeologická lokalita v Egyptě nazvaná podle nedaleko ležící současné vesnice Sakkára.

## Poloha

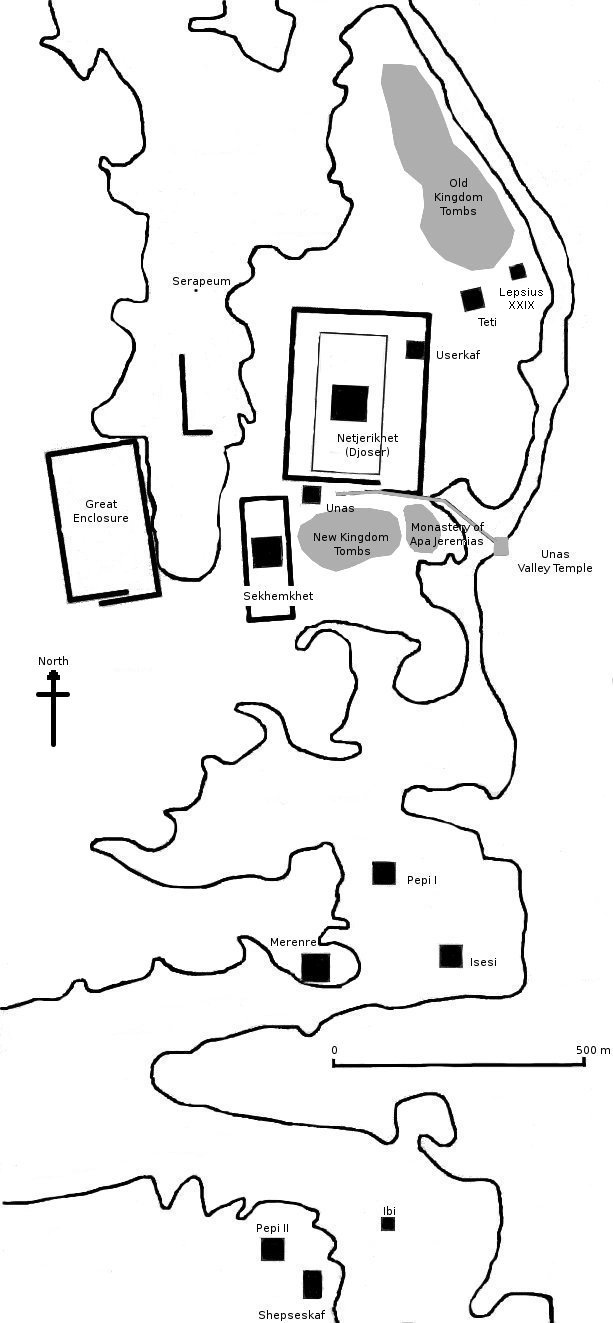
Plán Sakkáry

Nachází se na západním břehu Nilu na okraji libyjské náhorní plošiny přibližně 30 km jižně od Káhiry na ploše cca 7×1,5 km. Sloužila jako nekropole významného staroegyptského města Mennoferu nepřetržitě od počátku egyptské historie až do konce starověku. Název lokality je odvozován od jména staroegyptského boha Sokara, tato etymologie však prozatím není prokázána. Na severu zdejší pyramidová pole sousedí s lokalitou Abúsír, na vzdálenějším jihu s lokalitou Dahšúr.

## Archeologie

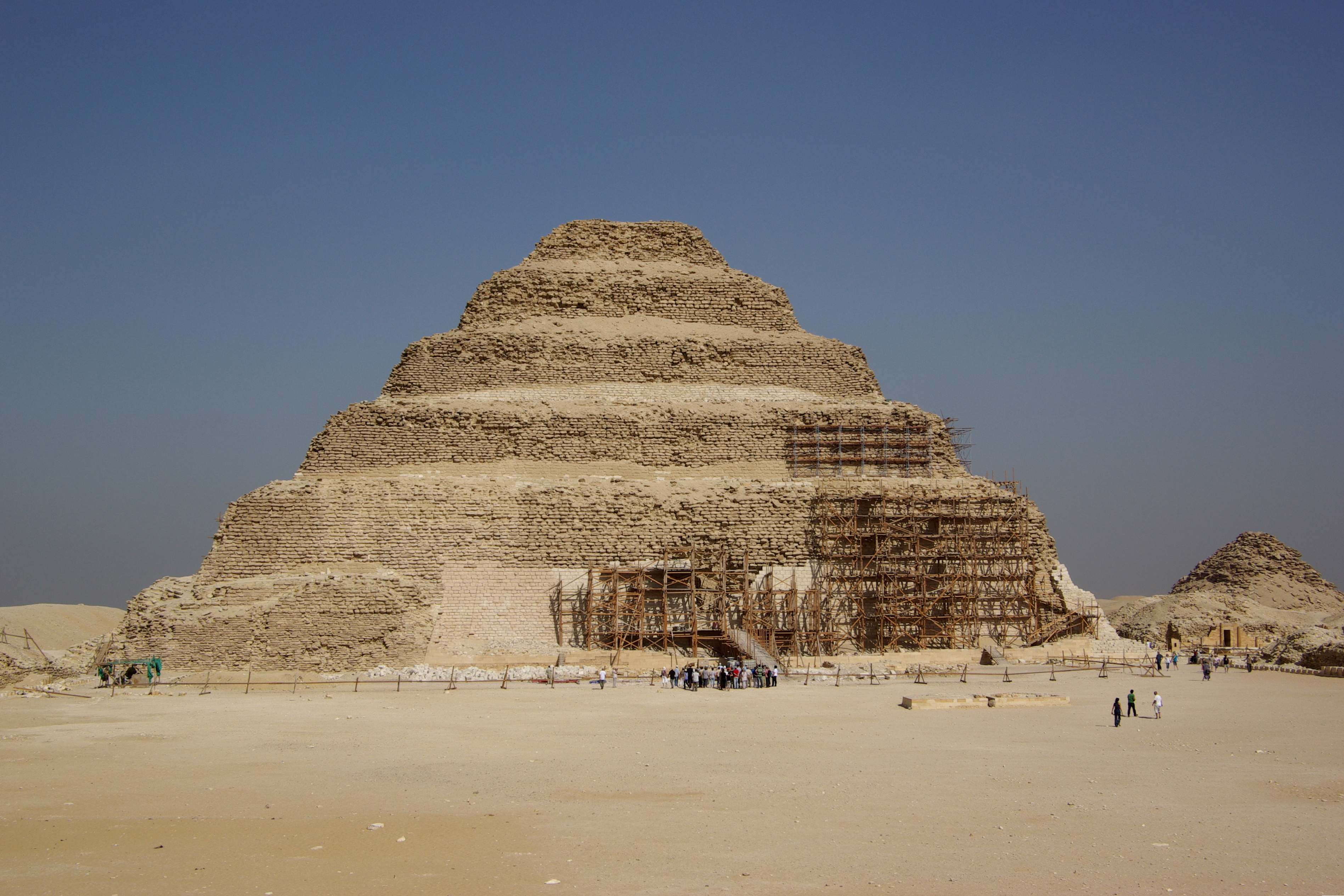
Džoserova pyramida

První systematický průzkum lokality zahájil v letech 1842–1843 německý archeolog Karl Richard Lepsius. Když Auguste Mariette objevil v roce 1852  Serapeum, pohřebiště posvátných býků, vzbudil velkou pozornost veřejnosti a zájem o lokalitu vzrostl. 
Ve 20. letech 20. století britský archeolog Cecil Frith odkryl komplex stupňovité Džoserovy  pyramidy  a během dalších let se na lokalitě vystřídala řada badatelů a týmů různých národností a výzkum stále pokračuje. 
V Sakkáře jsou v současné době známy pyramidové komplexy několika králů a královen 3., 5. a 6. dynastie, mezi nimi zejména Džosera, Tetiho, Pepiho I. a II., a také pyramidy panovníků 8. dynastie Ibiho a 13. dynastie Chendžera. Lze předpokládat, že v méně prozkoumané jižní části lokality budou nalezeny další hrobky z doby pozdní Střední říše. Na stěnách pohřební komory posledního panovníka 5. dynastie Venise jsou poprvé doloženy Texty pyramid; jejich poslední výskyt je prozatím zaznamenám v pyramidě Ibiho.
Vedle královských pohřbů v pyramidách se v Sakkáře ovšem nacházejí také královské mastaby. Mimo mastabu panovníka Šepseskafa ze závěru 4. dynastie jde o hroby připisované panovníkům 1. dynastie, podle některých badatelů ovšem nepravé, přičemž skutečné hrobky byly vybudovány v Abydu (otázka dvou hrobek rozdílných architektonických typů přisuzovaných stejným panovníkům není doposud uspokojivě vysvětlena), a jen těžko identifikovatelné nečetné hrobky 2. dynastie, na nichž stopy plenění a pálení poukazují na možnost úmyslné devastace některých z nich.
Z pozůstatků dalších staveb se v Sakkáře nacházejí hroby významných soukromých osob z celého období starověkých dějin (mastaba Cejova, Ptahhotepova, Mererukova a Kagemniho z doby 5. dynastie, hrobka Haremhebova z 18. dynastie, z doby, kdy byl ještě soukromou osobou), pohřebiště posvátných býků Serapeum a řada jiných.
Na lokalitě pracuje egyptsko-česká expedice Mohameda Megaheda a Hany Vymazalové, v prostoru Džedkareova pyramidového komplexu a sousedních hrobek hodnostářů. Český egyptologický ústav na severu Sakkáry pokračoval ve výzkumu Cejovy mastaby. Týmu se povedlo také lokalizovat hrobku úředníka Ptahšepsese z počátku 5. dynastie, jmenovce vezíra Ptahšepsese z Abúsíru.